# Melkisedek

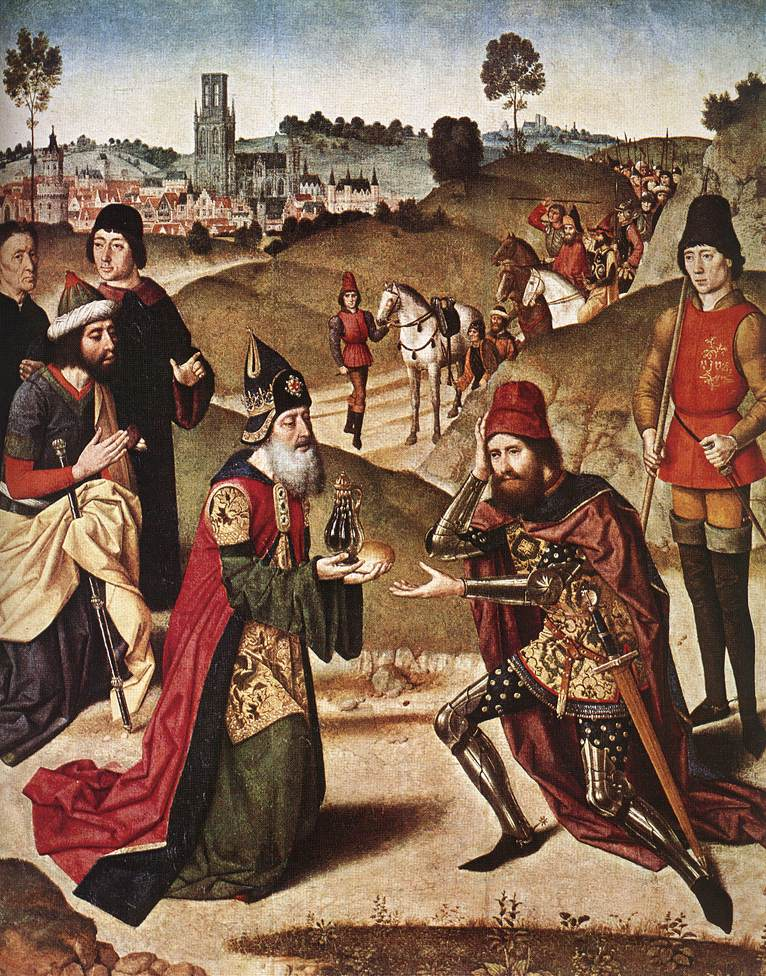
Mötet mellan Abraham och Melkisedek, målning av Dirk Bouts (1464-1467).

Melkisedek (Malki-tzédek, hebreiska מלכי־צדק, "Min kung är rättfärdig"), är en man och/eller en titel för en prästkonung som omnämns i Första Moseboken, där han framträder inför patriarken Abraham. Melkisedek kallas kung av Salem (vilket tros vara Jerusalem)" och "präst åt Gud, den högste" (Första Mosebok 14:18). Han nämns även i Hebreerbrevets sjunde kapitel samt i Psaltaren 110, vilken Jesus hänvisar till i Matteusevangeliet 22:41-46, Markusevangeliet 12:35-37 och Lukasevangeliet 20:41-44.
Melkisedek förekommer även i den judiska Tanakh, samt i Mormons Bok, men nämns inte alls i Koranen eller Bahá'í-trons heliga skrifter. Han är i de äldsta religiösa skrifterna prästkonung i Salem (blivande Jerusalem). Århundradena före och efter Kristus har han i koptisk kristendom och gnostiska riktningar upphöjts till en närmast himmelsk gestalt.
I Genesis berättas att Abraham passerar staden Salem (en stad som Jerusalem byggdes på) på sin väg till Hebron, efter att ha besegrat kung Kedorlaomer och dennes allierade. Salems prästkonung Melkisedek låter sina tjänare bära ut bröd och vin till Abraham och hans följe, och de två bryter sedan bröd tillsammans. Medan de äter, välsignar Melkisedek då Abraham i "Gud den högstes, himlens och jordens skapares" (El Eljons) namn. I gengäld väljer Abraham att ge Melkisedek en tiondel av det krigsbyte som hans folk har tagit från de kungar (eller hövdingar) som han just har besegrat. Utifrån Bibelns mycket kortfattade information om Melkisedek, har det skapats flera legender och teorier kring hans person.

## Sems eller Kanaans son
I judisk litteratur omnämns Melkisedek som Noas son Sem i skrifter från det Andra templets tid, dvs efter fångenskapen i Babylon 500 f.Kr. I den judiskt-egyptiskt influerade etiopiska boken om Adam och Eva beskrivs däremot Melkisedek som "Kanaans son". Här säger Noa till sin son Sem att "ta Melkisedek, som Gud har utvalt bland alla människor", för att fullgöra gudstjänsten inför Gud när Adams kvarlevor (som skonats från syndaflodens förstörelse genom att förvaras i arken) förts till Jerusalem (Salem). Ärkeängeln Mikael smörjer sedan den då 15-årige Melkisedek till präst, för honom till Salem och säger åt hans far att inte dela mysteriet med någon mer än Sem. En tid därefter ger sig Sem iväg till Salem, bärande på offergåvorna bröd och vin, och transporterar med ärkeängelns bistånd Adams kropp till det altare som byggts i staden. På detta altare offrar Melkisedek brödet och vinet och ber Gud att ta emot Adam. Därefter ger sig Sem iväg och lämnar den unge Melkisedek i ärkeängeln Mikaels beskydd. Därefter är Melkisedek dold för alla tills slutligen Abraham möter honom.
I Dödahavsrullarna, som härrör från tiden när vår tideräkning början, har Melkisedek nästan helt förvandlats till en himmelsk gestalt. Den grekisk-judiske filosofen Filon av Alexandria, som levde ungefär vid samma tid, behandlar Melkisedek allegoriskt. Han låter översteprästen Melkisedek representera den rättfärdige och fredlige kungen "Förnuftet", som står i ett dualistiskt förhållande till motståndaren, tyrannen "Sinnet", krigets härskare som leder organismen in i ondska och överdriven tillfredsställelse av dess begär.  Här finns tydliga influenser från buddhismen, där människan måste tygla sinnet, som står i brand och skriker efter ständig tillfredsställelse.

## Melkisedekianismen
Omkring år 200 fanns det en sekt vars medlemmar kallade sig melkisedekianer. Dessa hävdade att Melkisedek var en medlare mellan Gud och änglarna och följaktligen stod över Kristus/Messias, som är medlare mellan Gud och människan. I koptiska gnostiskt-kristna skrifter från 200-talet, som påträffats i Nag Hammadi, finns Melkisedek-traktaten. Även här beskrivs Melkisedek som en himmelsk gestalt, men han sägs även manifestera Gud under sin vistelse bland människorna på jorden, och är därmed identisk med Jesus. I en samtida koptisk gnostisk text, som inte ingår i Nag Hammadi-fynden, är Melkisedek ett himmelskt väsen med en prästerlig funktion. I denna skrift ber Jesus till Fadern att Melkisedek skall "föra Ljusjungfruns eldsdops vatten" till lärjungarna, vilket Melkisedek gör. 
Ytterligare en koptisk gnostisk text från samma tid beskriver en Melkisedek som tvättats ren från alla gammaltestamentliga kännetecken. Melkisedek beskrivs som ett himmelskt väsen som har uppdraget att samla in de renade ljuskornen i universum och ta dem till Ljusets skattkammare. Melkisedek har konflikter med arkonter, som förgör så många själar de kan, och med underjordens gudinna som håller själar fångna i sitt rike.

## Melkisedek i kristendomen
Även i "renodlade" kristna sammanhang fanns det spekulationer kring Melkisedek, mycket på grund av att han även nämns i Nya Testamentet. Det är i Hebreerbrevet som Jesus Kristus presenteras som en "präst efter Melkisedeks sätt" (Hebr 4:14-7:28). Om Melkisedek sägs dessutom att "hans dagar har ingen början, hans liv inget slut" (Heb 7:3).
En tanke som har framkommit några gånger i kyrkans historia är att Melkisedek skulle ha varit en av Messias’ tidigare inkarnationer av gudomen "Ordet". Jesus skulle långt tidigare ha manifesterat sig i mänsklig gestalt som den kanaaneiske prästen Melkisedek på Abrahams tid. Det finns inget stöd för dessa idéer i bibeln, utan det handlar om långtgående spekulationer.
Den renodlade kristendomen har emellertid nyttjat Melkisedek för att förklara hur Jesus kunde vara Messias. När David i sin psalm beskrev den utlovade Messias, fredsfursten, använde han prästkonungen Melkisedek i Salem som ett exempel på hurdan Messias skulle vara: en jordisk kung med Jerusalem som sin huvudstad, och samtidigt präst "till evig tid". När Hebreerbrevets författare 1500 år senare skriver sitt brev till den hebreiska, Jesus-troende församlingen är det för att stärka dem i tron på att Jesus är Messias, Guds smorde konung och de troendes överstepräst för all evighet. Med utgångspunkt i Psaltaren, förklarar författaren hur Jesus kan vara överstepräst trots att han inte var levit, utan av Juda stam. Psaltaren säger nämligen att Messias inte skall vara präst enligt leviternas ordning, utan enligt Melkisedeks ordning. Hebréerbrevets författare visar på olika "bevis" för hur den gammaltestamentlige Melkisedek var en förebild för det nya förbundets centralgestalt - Messias - och hur Messias’ prästämbete är "efter Melkisedeks sätt" och inte av det levitiska slaget:
- Liksom Melkisedek kommer Messias att härska från staden (Jeru)Salem.

- Namnet på Melkisedeks stad var Salem (salaam, shalom) som betyder frid/fred. Melkisedek var således "fredens konung", och det är också vad Messias kommer att vara.

- Melkisedeks namn betyder "rättfärdig konung", vilket också är vad de gammaltestamentliga profeterna sade att Messias…’ namn skall vara.

- Liksom Melkisedek kommer Messias inte att vara enbart konung, utan dessutom (en annorlunda typ av) präst.

- Melkisedeks funktion som präst var inget som han ärvde från sin far. Det gäller även för Messias.

- Bibeln berättar ingenting om Melkisedeks bakgrund, ursprung och släktförhållanden. På samma sätt är Jesus Kristus till av evighet och "hans dagar har ingen början". Bibeln säger dessutom ingenting om Jesus när han var mellan 12 och cirka 30 år gammal.

- Eftersom det inte står något i Gamla Testamentet om att Melkisedek dog, skriver Hebreerbrevet: "Hans liv har inget slut. Han är lik Guds son: han förblir präst för alltid." (Hebr 7:1-3).

Det faktum att Abraham, leviternas stamfader, gav Melkisedek tionde av sitt krigsbyte (Hebreerbrevet 7:4-10) och att översteprästen välsignade honom visar att Melkisedek stod över Abraham. Följaktligen var Melkisedeks prästämbete förmer än leviternas (Abrahams ättlingars). Genom att bli en överstepräst enligt den melkisediska ordningen, fullkomnar Messias, enligt de kristna teologerna, den roll som leviterna (det gamla förbundets präster) har spelat i det gamla förbundet mellan Gud och Israels folk. Samtidigt fullkomnar Messias det nya förbundet, som inte bara är ett förbund mellan Gud och Israels folk, utan mellan Gud och hela mänskligheten.
Enligt Världsmissionssamfundet Guds Församling är den fysiska Melkisedek en profetisk figur som representerar den andlige Melkisedek, andra kommande Jesus.